# Besetzung von Istanbul
Die Besetzung von Istanbul (türkisch İstanbul'un İşgali) wird vom 13. November 1918 bis zum 4. Oktober 1923 gerechnet und wurde von den militärischen Truppen des Vereinigten Königreichs von Großbritannien und Irland, der Französischen Republik und des Königreichs Italien durchgeführt. Sie fand im gleichen Kontext wie die Besetzung von Izmir zur gleichen Zeit statt.

## Hintergrund und Entwicklung

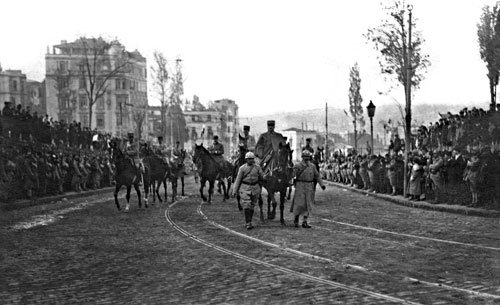
Louis Franchet d’Espèrey beim Eintritt in Beyoğlu am 8. Februar 1919

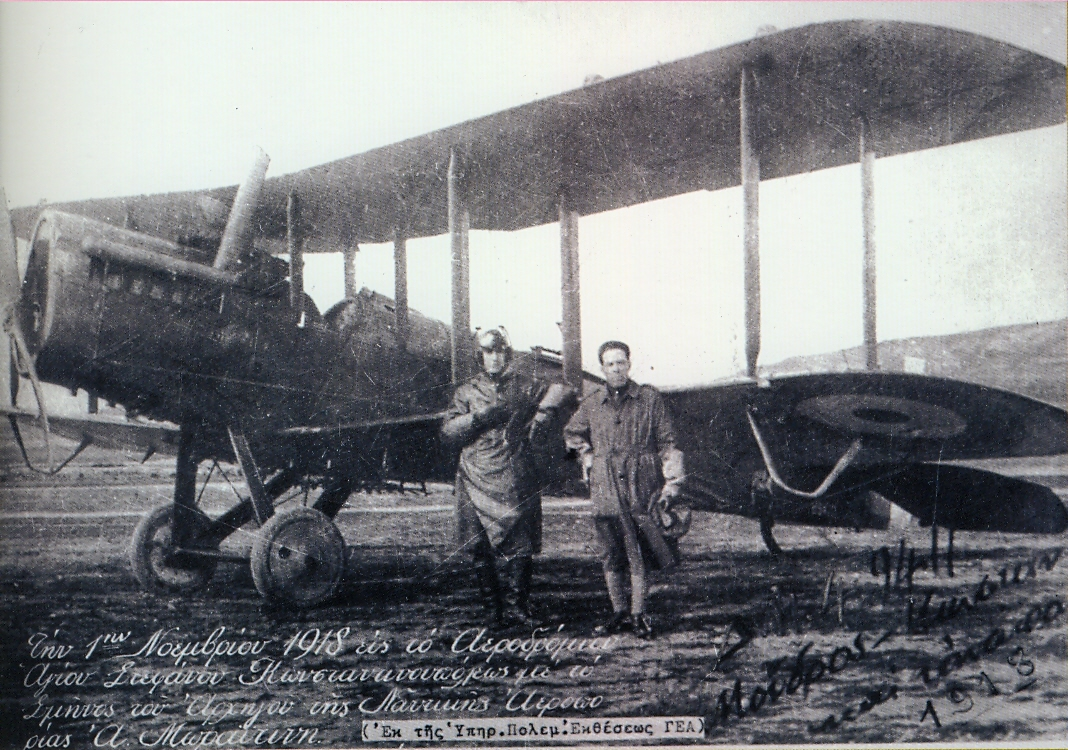
Griechische Flieger auf dem Flugplatz San Stefano

Die Bevölkerung Istanbuls im Jahre 1910 wurde nur sehr grob auf zwischen 800.000 und 1.200.000 geschätzt; die Osmanen sammelten die verschiedenen Bevölkerungsangaben von den jeweiligen religiösen Körperschaften, den Millets. Die Unsicherheit in diesen Bevölkerungszahlen reflektiert die Ungenauigkeit der Methode, Uneinigkeiten über die Grenzen der Stadt und vor allem die ungezählte Bevölkerung der Kriegsflüchtlinge, den Muhadschir aus den Balkan. Weniger als die Hälfte der Bevölkerung war muslimisch, der große Rest war überwiegend griechisch-orthodox, armenisch und jüdisch. Es gab vor dem Krieg eine beträchtliche westeuropäische Bevölkerung, die sich selbst Levantiner nannten, von der übrigen Bevölkerung jedoch Franken oder Lateiner genannt wurden.
Im Zuge der Besetzung richtete die osmanische Regierung ab 1919 Militärgerichte ein, welche die Verbrechen des Völkermords an den Armeniern und des Völkermords an den Aramäern aufarbeiten sollten. Allerdings wurden jene auf Druck der türkischen Nationalbewegung von der britischen Militärverwaltung aufgelöst.
Nach dem Waffenstillstand von Mudros, der militärischen Kapitulation des Osmanischen Reiches im Ersten Weltkrieg, betraten die ersten französischen Truppen die Stadt bereits am 12. November 1918, gefolgt von britischen Truppen am nächsten Tag. Alliierte Truppen besetzten die Stadt Istanbul entsprechend ihren jeweiligen Sektionen und setzten im frühen Dezember 1918 eine alliierte Militärverwaltung bzw. Militäradministration unter Somerset Arthur Gough-Calthorpe ein. Es war das erste Mal, dass die Stadt seit der türkischen Eroberung 1453 den Besitzer gewechselt hatte. Die italienischen Truppen landeten in Galata am 7. Februar 1919. Die Besetzung der osmanischen Hauptstadt Istanbul verlief in zwei Phasen: Die Besetzung wurde zunächst vom 13. November 1918 bis zum 16. März 1920 formell im Einklang mit dem Waffenstillstand durchgeführt, der die Stationierung der Streitkräfte vorsah. Es gab auch namentlich unter den monarchistischen und liberalen Politikern des Osmanischen Reiches eine britenfreundliche Partei, die sich die Fortsetzung des traditionellen freundschaftlichen Verhältnisses wünschten und der geflohenen Elite des Komitees für Einheit und Fortschritt vorwarfen, das Land in Abhängigkeit zum Deutschen Reich und in einen aussichtslosen Krieg geführt zu haben. Nachdem sich aber abzeichnete, dass die Alliierten eine koloniale Aufteilung des Osmanischen Reiches planten und es bereits jetzt nicht mehr als souveränen Staat behandelten, schlug die Stimmung um. Im neu gewählten osmanischen Parlament erhielten wieder die Nationalisten die überwältigende Mehrheit. Ab dem 16. März 1920 wurde daher auch ein formelles Besatzungsregime durchgeführt. Nach dem Waffenstillstand von Mudanya vom 11. Oktober 1922, der Ostthrakien wieder unter türkische Kontrolle brachte, wuchs der Einfluss der türkischen Regierung in Ankara auch in Istanbul, so dass etwa die Abschaffung des Sultanats am 1. November 1922 zur Exilierung des Sultans durch ein britisches Kriegsschiff führte. Durch die Bestimmungen des Vertrags von Lausanne, welcher am 24. Juli 1923 unterzeichnet wurde, wurde die Besetzung Istanbuls dann beendet. Die letzten Alliierten Truppen verließen die Stadt am 4. Oktober 1923. Die ersten türkischen Truppen marschierten am 6. Oktober 1923 in die Stadt ein.
Die militärische Besetzung beschleunigte zusammen mit der alliierten Besetzung von Izmir die Etablierung der türkischen Nationalbewegung und den darauffolgenden Türkischen Befreiungskrieg unter Mustafa Kemal Atatürk.

## Alliierte Hochkommissare
Die Liste der Alliierten Hochkommissare war wie folgt:
Frankreich:
- November 1918 – Januar 1919: Jean-François-Charles Amet
- Januar 1919 – 30. März 1919: Louis Félix Marie Franchet d’Esperey
- 30. März 1919 – Dezember 1920: Albert Defrance (2. April 1860; † 25. Januar 1936)
- 1921 – 22. Oktober 1923: Maurice Pellé

Italien:
- November 1918 – Januar 1919: Carlo Sforza
- 1919: Romano Lodi Fé
- September 1920 – 22. Oktober 1923: Eugenio Camillo Garroni

Vereinigtes Königreich:
- 31. Oktober 1918 – 10. August 1920: Somerset Gough-Calthorpe
- August 1919 – 1920: John de Robeck
- 1920 – 22. Oktober 1923: Horace Rumbold

Vereinigte Staaten von Amerika:
- 30. November 1918 – 3. Mai 1919: Lewis Heck
- 3. Mai 1919: Gabriel Bie Ravndal (* 1865 in Norwegen; † 1950)
- 12. August 1919 – 10. August 1920: Mark Lambert Bristol (* 1868; † 1939)

Königreich Griechenland:
- 1919 – 1921: Efthymios Kanellopoulos
- 1921 – 15. Juli 1922: Nikolaos Triantafyllakos
- 15. Juli 1922 – 1923: Charalambos Simopoulos (1874–1942)[14]